# Shangave Balendran
Shangave Balendran, née le 19 octobre 1994, est une coureuse d'ultra-trail norvégienne. Elle a remporté le titre de championne d'Europe d'Ultra SkyMarathon 2025.

## Biographie
Étudiant la médecine à l'université d'Oslo, Shangave Balendran s'intéresse à la course à pied et en fait le sujet de ses études en s'intéressant notamment aux risques de blessures des pratiquants de trail. Elle se passionne pour ce sport qu'elle se met à pratiquer. Elle s'installe par la suite dans les îles Lofoten où elle ouvre son cabinet de médecine générale,.
Le 26 août 2023, elle prend part aux championnats de Norvège d'ultra-trail à Tromsø. Elle crée la surprise en menant la course d'emblée de jeu. Très à l'aise sur les parties techniques, elle distancie ses rivales. Malgré des crampes à partir du 35e kilomètre, elle s'impose aisément pour remporter le titre.
Le 5 juillet 2025, elle prend le départ de l'épreuve d'Ultra SkyMarathon des championnats d'Europe de skyrunning courus dans le cadre du SkyMarathon Sentiero 4 Luglio. Partie prudemment, elle crée la surprise en s'emparant de la tête en deuxième partie de course. Tirant avantage des parties techniques et des conditions météorologiques pluvieuses, elle distancie ses rivales pour s'offrir le titre.

## Palmarès
| no  | féminin            | Course                                                  | Longueur | Départ          | Temps           |
| --- | ------------------ | ------------------------------------------------------- | -------- | --------------- | --------------- |
| 19e | Médaille de bronze | Ultra-Trail Cape Town - 65 km                           | 65 km    | 2 décembre 2017 | 9 h 3 min 38 s  |
| 2e  | Médaille d'or      | Lofoten Ultra-Trail - 48 km                             | 48 km    | 3 juin 2023     | 5 h 53 min 14 s |
| 6e  | Médaille d'or      | Championnats de Norvège d'ultra-trail                   | 50 km    | 26 août 2023    | 4 h 45 min 15 s |
| 15e | Médaille d'or      | Championnats d'Europe de skyrunning - Ultra SkyMarathon | 42 km    | 5 juillet 2025  | 5 h 23 min 25 s |

## Records
| Épreuve       | Performance     | Date            | Lieu      |
| ------------- | --------------- | --------------- | --------- |
| Semi-marathon | 1 h 16 min 27 s | 16 février 2025 | Barcelone |